# کریس دابسون
کریس دابسون (انگلیسی: Chris Dobson؛ زادهٔ ۸ اکتبر ۱۹۴۹ - درگذشته ۸ سپتامبر ۲۰۱۹) یک شیمی‌دان اهل انگلستان است. وی همچنین برنده جوایزی همچون مدال پادشاهی شده‌است.